# مسييه 55

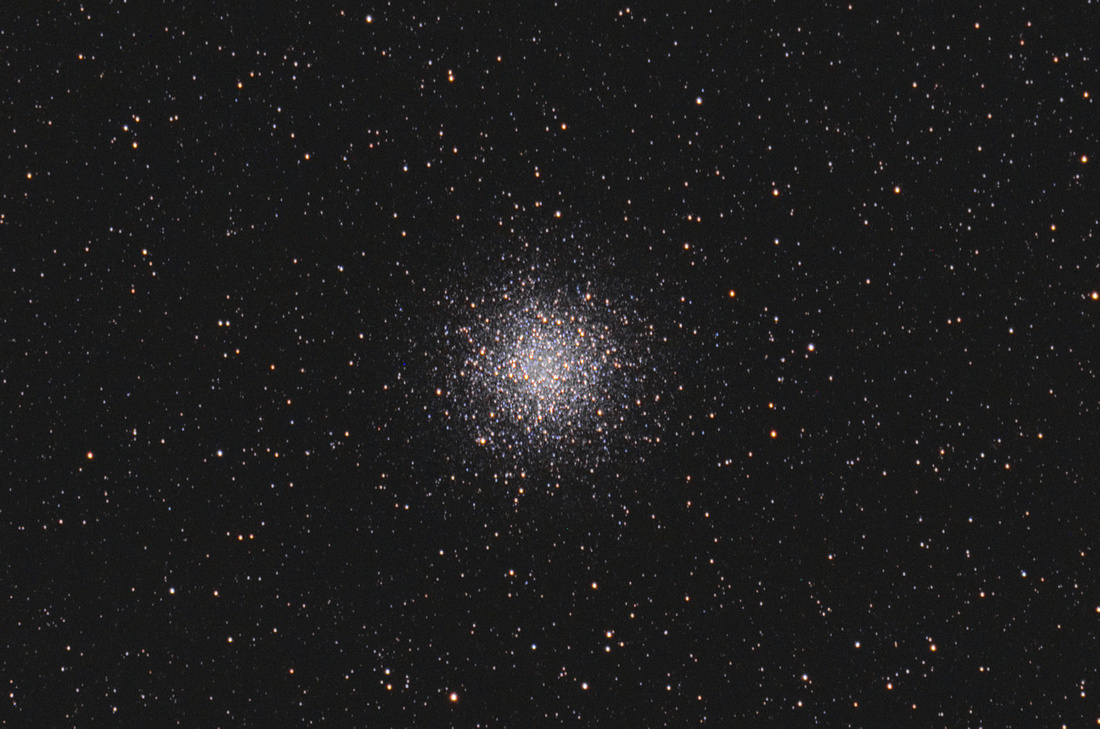
صورة مسييه 55 بتلسكوب أحد الهواة.

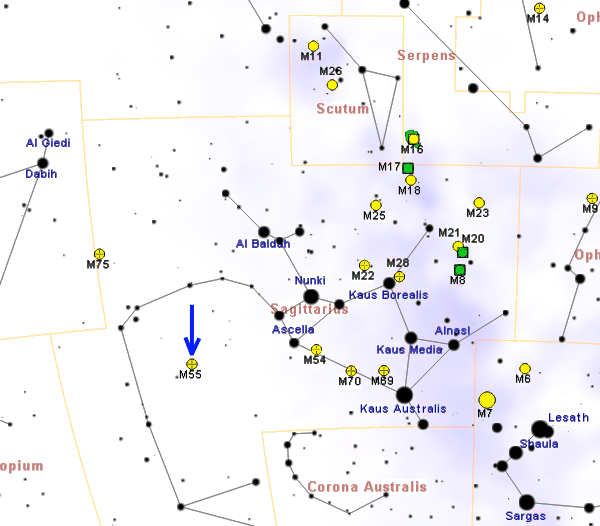
مسييه 55

م55 أو مسييه 55(بالإنجليزية: Messier 55 أوM55 أو NGC 6809) هو تجمع نجمي يوجد في كوكبة الراميSagittarius. اكتشفه نيكولاس دي لاكاي عام 1751 وسجله الفلكي الفرنسي شارل مسييه في فهرسه الذي كان يعد قائمة بالمذنبات المعروفة آنذاك. يبعد مسييه 55 عن الأرض نحو 17300 سنة ضوئية وقد اكتشفت فيه 6 من النجوم المتغيرة.

## خصائصه
- بعده عن الأرض: 17300 سنة ضوئية
- درجة اللمعان :4و7 قدر ظاهري
- اتساعه : 19 دقيقة قوسية
- نصف القطر : 48 سنة ضوئية.

## اقرأ أيضا

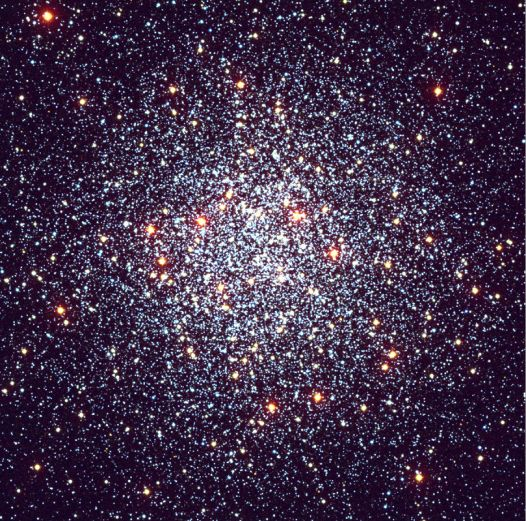

- عنقود مغلق
- فصل بين النجوم
- مجرة
- قزم أبيض
- عملاق أحمر
- نجم
- مجرة حلزونية
- مجرة إهليجية
- الانفجار العظيم
- خط زمني للانفجار العظيم
- نجم نيوتروني
- ثقب أسود

## وصلات خارجية
- موقع «الكون» في الإنترنت
- Messier 55, SEDS Messier pages
- Messier 55, Galactic Globular Clusters